# Smiela syreniae
Smiela syreniae är en insektsart. Smiela syreniae ingår i släktet Smiela och familjen långrörsbladlöss. Inga underarter finns listade i Catalogue of Life.